# Lorenzo Ottoni

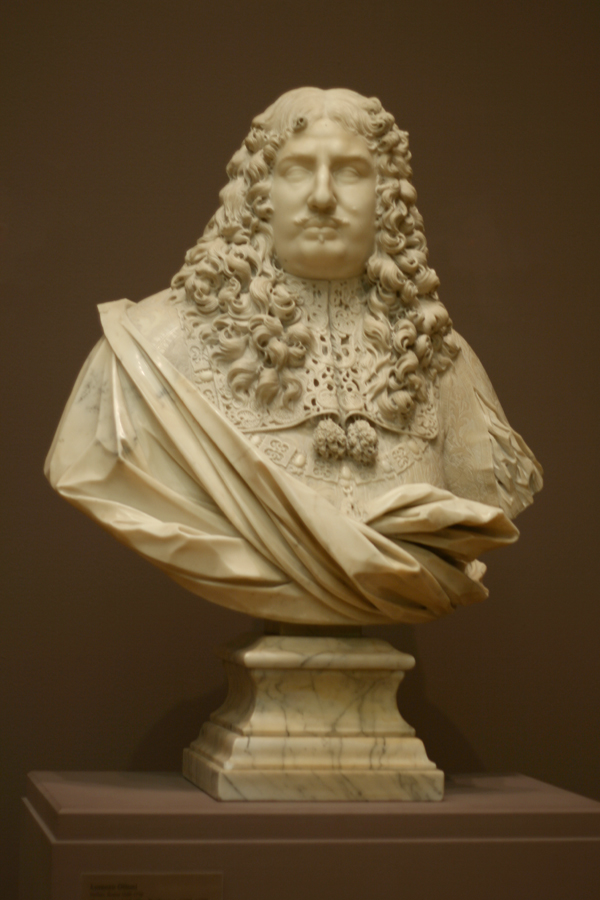
Busto de Maffeo Barberini. Alrededor de 1685.

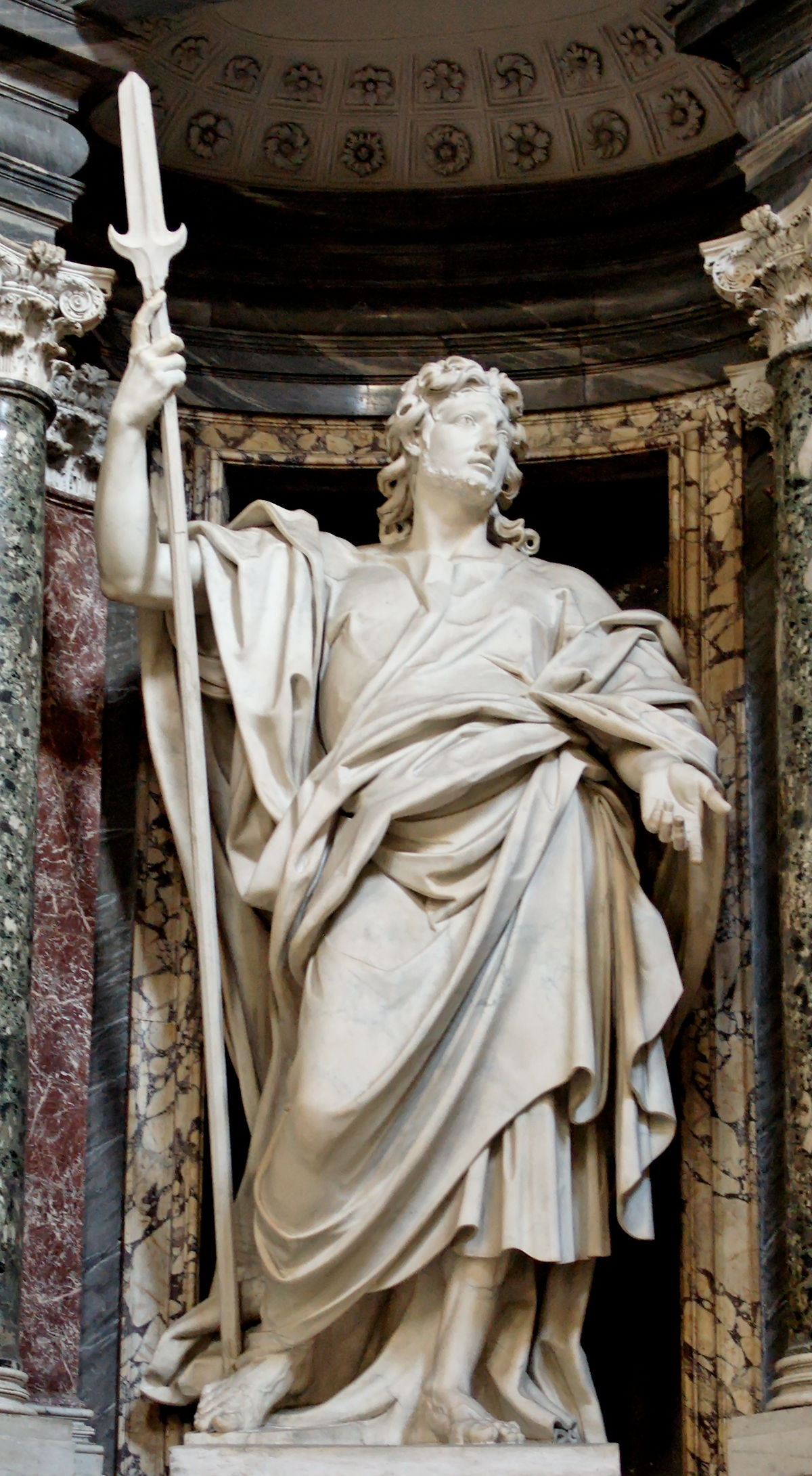
Escultura de Tadeo (Judas Apóstol) en la Basílica de San Juan de Letrán.

Lorenzo Ottoni, también conocido como Lorenzo Ottone  o Lorenzone, (1658-1736) fue un escultor italiano encargado por el papado y varias casas nobles del Renacimiento italiano .

## Vida
Ottoni nació en Roma en 1658 y pasó la mayor parte de su vida en la ciudad.
Se formó en el famoso estudio de Ercole Ferrata y luego abrió su propio estudio que contó con Bernardino Cametti entre sus alumnos. Su gran número de asistentes hizo que también pudiera completar encargos fuera de Roma. 
Es más conocido por sus esculturas religiosas barrocas de la renovación de la Contrarreforma en Roma. También realizó retratos escultóricos de altos cargos eclesiásticos de su época. Ottoni se benefició mucho de sus contemporáneos católicos, entusiastas mecenas de las artes.
Ottoni recibió muchos encargos de la poderosa familia Barberini durante las décadas de 1670 y 1680. Entre ellos se encuentran retratos escultóricos de mármol del cardenal Francesco Barberini, el cardenal Antonio Barberini y su sobrino Maffeo Barberini, así como bustos del Papa Barberini Urbano VIII y el Papa Alejandro VIII.
Entre la década de 1690 y aproximadamente 1718, con bronce y estuco, contribuyó a la decoración escultórica de la Capilla del Baptisterio, el crucero y las capillas de la Basílica de San Pedro, la capilla de Sant'Ignazio en la iglesia de Il Gesù y la Basílica. de San Juan de Letrán. También esculpió dos putti de mármol blanco que forman parte del monumento de Cristina, Reina de Suecia en la Basílica de San Pedro.
Ottoni fue elegido en 1691 para la Accademia di San Luca en Roma y poco tiempo después para la Congregazione dei Virtuosi al Pantheon (Asamblea de Artistas Ilustres), las dos organizaciones de artistas más prestigiosas de Roma.
Un busto del cardenal Stefano Agostini de Lorenzo Ottoni se encuentra en la Pinacoteca Civica de Forlì.